# Böses Weibl
Böses Weibl – szczyt w grupie Schobergruppe, w Wysokich Taurach w Alpach Wschodnich. Leży w Austrii, we Wschodnim Tyrolu.
Szczyt leży na północ od Glocknergruppe, ze szczytu widać Grossglockner, jak i większość głównych szczytów Schobergruppe. Na północnych zboczach leży mały lodowiec Peischlachkesselkees.